# Alienación

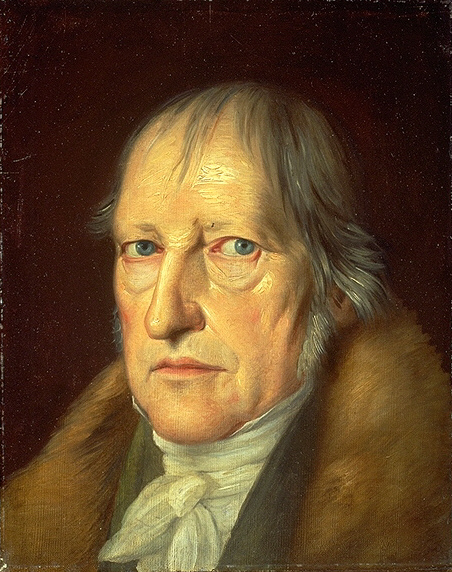
Un retrato del filósofo Georg Hegel pintado por Schlesinger.

El término alienación se emplea en distintos sentidos y en diversas disciplinas, como la medicina, la psicología, la religión, la filosofía, la sociología o las ciencias políticas. La idea común a los diversos conceptos de alienación hace referencia a algo «ajeno» a sí mismo que el sujeto ya no controla, un bien que se vende o un «yo» que se extraña.

## Etimología
Etimológicamente, se deriva del latín "ălĭēnātĭo, ōnis" (alejamiento, privación), procedente a su vez del adjetivo "ălĭēnus" (propio de otro, extraño a uno y ajeno).

## Definiciones
El concepto de alienación ha ido cambiando con el tiempo.
Para Tomás de Aquino (c. 1224-1274) la alienación es la posesión del cuerpo del hombre por el demonio y la libertad es anterior a su alienación por el demonio posesor. En la Edad Media el demonio está ligado solo a la carne por lo que el fuego libera al espíritu de su cuerpo poseído.
Se trataría de un fenómeno que anula el libre albedrío del individuo. Tomás de Aquino atribuye ciertas alienaciones mentales a lesiones orgánicas, de las que se sigue un impedimento para el perfecto uso de la razón.
Para la teología, y más en particular para la cristología, el término latino alienatio traduciría el griego κένωσις: «vaciamiento», kénosis o vaciamiento de la propia voluntad para llenarse de la voluntad de Dios, para ser completamente receptivo de su voluntad. Esto tiene que ver con el mismo concepto de religión o religación. El catolicismo, en oposición al marxismo, sostiene que la razón profunda de la alienación no es simplemente el desorden económico, sino la división interna del hombre por el dolor, la enfermedad y la manifestación suprema de alienación, la muerte.
Para la medicina, designa la alienación mental, una patología psiquiátrica o «trastorno intelectual, tanto temporal o accidental como permanente».
Para la psicología, se trata de un estado mental que se caracteriza «por una pérdida del sentimiento de la propia identidad», esto es, de la autoconciencia o autorreferencialidad, pues la identidad o ego sería la facultad de considerarse uno ajeno del mundo o de la realidad en sentido absoluto.
Para el psicoanálisis la alienación no presupone necesariamente patología mental. Puede ocurrir tanto en sujetos aparentemente sanos como en personas afectadas por una patología mental. La mayoría de los individuos puede llegar a un estado de alienación mental bajo ciertas condiciones extremas. A diferencia de la psicosis en la cual el individuo sustituye la realidad por un delirio, en el estado de alienación el individuo sustituye la realidad vivida por el discurso de otro.
Para la filosofía, el concepto nace en El contrato social de Rousseau y se desarrolla en particular en la obra de los filósofos alemanes Hegel y sus discípulos Feuerbach y Marx, en los que el término alienación se traduce por dos vocablos, Entfremdung ("extrañación", "distanciamiento") y Entäusserung o Entäußerung ("desapropiación", "cosificación" o "reificación")
Para la sociología, según Alain Touraine se distinguen varias alienaciones, especialmente la alienación económica. y la alienación tecnocrática, separables de la alienación burocrática y de la alienación política.
Distintos autores hablan de una alienación subjetiva (estado mental) y de una alienación objetiva (trabajo).
- Alienación como enajenación mental
- Alienación como enfermedad mental
- Alienación como locura
- Alienación política
- Alienación económica

## Alienación subjetiva

### Pinel
La Ilustración trajo consigo la posibilidad de combatir la ignorancia, la superstición y la tiranía, con el fin de construir un mundo mejor, y la publicación, en 1800, del «Traité médico-philosophique sur l'aliénation mentale ou la manie» (Tratado médico-filosófico sobre la alienación mental o la manía), del pionero en la salud mental y, junto con Alexander Crichton, de la psicopatología moderna, Philippe Pinel (1745-1826), famoso por su « traitement moral » y por « le geste de Pinel », en el cual quitó las cadenas a los enfermos mentales del Hospital de la Pitié-Salpêtrière, fue fundamental en el nacimiento de la psiquiatría e influenciaría asimismo a Hegel.

### Aulagnier
Para la psicoanalista Piera Aulagnier, la alienación mental es un concepto que solo es pensable para un observador externo, en tanto que el sujeto alienado en su pensamiento desconoce totalmente lo que le sucede.
Esta alteración implica encuentro de dos individuos: uno con deseos de alienar y otro cuyos pensamientos son alienados o alienables, ambos con deseos de aniquilar al pensamiento que está presente en uno y otro. Los objetivos son:
- Exclusión de toda duda del conflicto intrapsíquico.
- Reducción mínima del sufrimiento psíquico que transfiere al Yo dicho conflicto, para:

1. Encontrar la certeza de quién es el Yo
2. Abolir conflictos entre el identificante y el identificado.

Por ello, para el psicoanálisis, la alienación es una patología de la idealización y de la identificación.
La alienación también puede ser social y suceder porque el sujeto esté inmerso en un sistema de poder social que le impida pensar libremente acerca de ese sistema o de la posición del individuo con respecto a ese poder y sus referencias identificatorias. La prohibición de pensar libremente amenaza, «de muerte», al raciocinio del ente humano, que ni siquiera puede reflexionar de sí mismo su conversión a esclavo al servicio del poder. Se trata de un individuo objetalizado por otro, cosificado por —e instrumento— del otro, sin derecho al pensamiento, ni a la palabra.
Se descatectiza toda actividad del pensamiento. El individuo no puede preservar puntos de referencia identificatorios. Entonces el sujeto catectiza un discurso que piensa por él, decide por él y quién es Yo, le impone sus ideales y borra toda vivencia nombrable y perceptible de lo que está viviendo.
De esta manera la alienación produce una idealización de la fuerza alienante.
Es siempre en nombre de «una buena causa» que el sujeto se aliena, enajena su pensamiento.
El adepto, combatiente o partidario de una causa atribuye a la fuerza alienante el poder de garantir la verdad de dicha causa. Se produce una idealización masiva de la función alienante. Por ello se trata de una patología de la idealización. Si se anula el pensamiento es por un buen motivo.
La alienación es el límite extremo que puede alcanzar el Yo en la realización de su deseo de no sufrimiento. Culmina en muerte del pensamiento propio.
Suele ocurrir que la fuerza alienante o alienadora lleve a cabo su acción mediante una teoría, que puede ser religiosa, política, ideológica, científica o de cualquier índole, cuyo autor haya sido un líder ya fallecido. El individuo alienado puede alienar su pensamiento tanto por una ideología partidaria minoritaria, de un grupúsculo, como por una ideología dominante mayoritaria compartida por la sociedad. Esto se logra porque entre el líder y los individuos circula un poder de muerte.
Cualquier vecino puede ser delator. Cada individuo posee poder de denunciar a otro, y por ello un poder de condena a muerte de cualquiera que piense diferente. La relación perseguido-perseguidor es circular: el perseguido puede convertirse en cualquier momento en perseguidor. El terror acechante impone una ruptura de la posibilidad de pensar o cuestionar al poder mismo.
El sujeto está obligado a negar tanto la realidad de lo que sucede como cualquier interpretación personal de lo sucedido. Se le impone al Yo del sujeto la exclusión de lo que podría ver. El individuo ya no puede considerar al poder como perseguidor porque necesita sobrevivir y no cuestionarlo. El terror a la muerte se convierte en amenaza de todo lo que el Yo podría pensar, defunción del pensamiento propio del Yo, otro piensa y decide por él. Ni siquiera es consciente de ello. Se niegan la realidad y la posibilidad de pensar la realidad.
El Yo evita pensar la realidad, tanto externa como psíquica, que padece como consecuencia del terror. Entonces atribuye un valor de certeza al discurso de la fuerza alienadora. La supremacía de la verdad del argumento dominante es incuestionable, modalidad extrema de idealización de la sapiencia del alienador. En la psicosis el individuo sustituye la realidad por una fantasía, por un delirio. En el estado de alienación el individuo sustituye la realidad vivida por el discurso del otro.
Es el líder quien transmuta y define la realidad, lo cual aporta a los sujetos alienados la sensación de que poseen una «verdad» compartida, pero incuestionable, que los ubica entre los «elegidos», quienes «por su bien» deben imponer esa «verdad» a los demás.
Cuando se trata del poder político dominante de la época e impera el terror, pocos individuos logran escapar a esta alienación.

### Foucault
Según Michel Foucault el siglo XVIII inaugura la idea de la posibilidad de la desaparición de las facultades más altas del hombre y en el siglo XIX surge el concepto de enfermedad mental. Alienación mental no debe confundirse con alienación social, ni se debe identificar al conflicto psicológico con las contradicciones históricas del medio. Para él la alienación social es la condición de la alienación mental, es la condición misma de la enfermedad mental. La alienación mental es una consecuencia mítica de la alienación social. Pretender desligar al hombre alienado de sus condiciones de existencia es mantenerlo en su existencia de alienado. La psicología, como toda ciencia del hombre, debe tener por finalidad desalienar al hombre.
El hombre alienado se siente a sí mismo como un extraño porque la sociedad no lo reconoce, porque la sociedad no se reconoce en su enfermedad y lo excluye.
Con la revolución burguesa se define la humanidad por su libertad y su igualdad. El hombre ya no es siervo, vasallo o esclavo, sino un ciudadano libre con plenos derechos. Sin embargo, para los enfermos mentales la libertad es vana y la igualdad carece de todo significado o sentido. El alienado es la prueba viviente de que, a pesar de ser un ciudadano libre, el hombre puede encontrar la manera de perder esa libertad. El hombre encuentra condiciones que suprimen su libertad y su igualdad demostrando que la sociedad burguesa no está hecha a la medida del hombre real concreto, poniendo en conflicto la idea unitaria que se hace del mismo.
Si, para el cristianismo de la Edad Media, la alienación era la posesión del cuerpo del hombre por el demonio, después del Renacimiento la alienación representa la abolición de la libertad. El alienado ya no será un poseído sino un desposeído: la alienación es una privación.
Para Foucault, alienación es sinónimo de enfermedad mental. El alienado se siente a sí mismo como un extraño y denuncia la confiscación de su voluntad y de su pensamiento.
El alienado mental es aquel que ha perdido el uso de las libertades que le ha conferido la revolución burguesa. Es por eso que su voluntad puede ser sustituida por la voluntad abusiva de un tercero, es decir que su voluntad es anulada. Otro puede ejercer sus derechos y gozar de sus bienes en su lugar.
Para Foucault esta alienación psicológica no es más que la consecuencia de las contradicciones sociales mismas en las que el hombre está históricamente alienado. Estas mismas contradicciones de la sociedad burguesa constituyen la alienación social.

## Alienación objetiva
El concepto de alienación social ha estado presente en muchos debates filosóficos. Así, John Locke (1632-1704) refiere a los «derechos inalienables» como esenciales para la propia existencia de los ciudadanos y Hegel (1770-1831) formula algunas breves indicaciones en relación con el sentido psiquiátrico del término pero también toma en cuenta la función del Estado con respecto a la alienación, ya que el Estado es el mediador entre la alienante sociedad civil y el espíritu absoluto. Extrañamiento no es exactamente lo mismo que alienación. Hegel expone los momentos constitutivos del trabajo alienado en su tratado sobre Filosofía del derecho. El estado efectúa una mediación que podría permitirle devolverle el concepto al espíritu extrañado por la alienación de la sociedad civil. Su idea de alienación remite al marco religioso y metafísico.

### Hegel
Para Hegel alienación es el momento de desgarrarse, en cambio, extrañamiento se refiere al momento de comenzar a adelantarse en sí mismo. La confusión deriva de que Hegel y Marx traducen el concepto de alienación con dos palabras, como Entfremdung, es decir, extrañación, y como Entäuserung, esto es, como desapropiación.

### Fichte
En cambio el Yo trascendental de Johann Gottlieb Fichte (1762-1814) pasa por un momento de extrañamiento que es alienación. Para Fichte extrañamiento y alienación son sinónimos.

### Marx
Hegel tuvo una gran influencia en la teoría de la alienación de Karl Marx (1818-1883), quien profundiza en este concepto, sobre todo, en sus Manuscritos económico-filosóficos (1844).
Marx se apoya en una antropología del hombre total y tiene una gran presencia en la filosofía contemporánea, especialmente en la oposición entre Ser y Tener.
Para Marx el capitalista compra con dinero el trabajo de los demás y los obreros cambian la fuerza de trabajo, es decir, su mercancía, por la mercancía del capitalista, es decir, la paga o salario. La fuerza de trabajo para el obrero es su actividad vital que le asegura los medios necesarios para subsistir. El obrero es libre de cambiar de capitalista, es libre de trabajar, pero no puede desprenderse de la clase de los capitalistas, a quienes se ha alquilado, sin renunciar a su existencia misma.
El trabajador no recoge el valor de lo que produce, es decir, la plusvalía, y esta explotación lo priva de sus herramientas artesanales. Por causa de esta división del trabajo ignora lo que está produciendo y eso significa que está alienado. Este desconocimiento es la alienación para Marx.
Marx estudia la alienación del producto del trabajo considerando que cuanto más se sumerge el obrero en su trabajo más extraño se le vuelve el mundo y menos dueño es de sí mismo. El trabajador siente que su trabajo no le pertenece. Esta es la alienación económica que genera alienación política y es la causa de la alienación religiosa.

### Escuela de Fráncfort
Con su pensamiento crítico, la Escuela de Fráncfort, influenciado por Marx, Freud y Weber, también trata extensivamente el tema de la alienación.

### Marcuse
Herbert Marcuse (1898-1979) se basa en la alienación causada por la tecnología, la cultura de medios de comunicación y el consumismo masivo, mediante los cuales el Estado capitalista consigue esclavizar a la sociedad.
Para Marcuse la existencia del hombre es a la vez la alienación y el proceso por el cual el sujeto vuelve a sí comprendiendo y dominando a la alienación. Marcuse plantea que es posible que la represión y la alienación se extiendan indefinidamente o que surja un contra-movimiento internacional que haga explotar esta sociedad. Para Marcuse el hombre no está sometido a la alienación del trabajo sino a la alienación del progreso de la técnica. Gracias a la técnica la sociedad tiende cada vez más a la uniformidad de criterios y a pensamiento únicos totalitarios.